# Anatolij Mihajlovics Iljin
Anatolij Mihajlovics Iljin (oroszul: Анатолий Михайлович Ильин; Moszkva, 1931. június 27. – 2016. február 10.) szovjet válogatott orosz labdarúgócsatár.
A szovjet válogatott tagjaként részt vett az 1958-as labdarúgó-világbajnokságon, az 1952. évi és az 1956. évi nyári olimpiai játékokon, utóbbin aranyérmet szerzett.

## Pályafutása

### Klubcsapatban
1949-ben a Szpartak Moszkvában kezdődött a karrierje, ahol 14 évig játszott. ötszörös szovjet bajnokként és 2-szeres kupagyőztesként 1962-ben fejezte be a profi labdarúgást. 1954-ben és 1958-ban a szovjet bajnokság gólkirálya lett.

### A válogatottban
1952. július 15-én mutatkozott be a szovjet válogatottban az olimpiai játékok során Bulgária ellen 2–1-re megnyert mérkőzésen. Korábban 1952 májusától júliusig 8 nem hivatalos mérkőzést játszott a nemzeti csapatban.
1956-ban a melbourne-i olimpián aranyérmet nyert az olimpiai csapat tagjaként. A döntőben a Jugoszlávia elleni találkozón ő szerezte a győztes gólt, és így 1–0-ra nyertek. Összesen 31 nemzetközi mérkőzésen játszott és 16 gólt szerzett. Ezen kívül 13 nem hivatalos mérkőzésen is szerepelt, ezeken 4 gólt lőtt.

### Edzőként
Futballpályafutása befejezése után 1963 és 1966 között edzőként dolgozott a Szpartak Moszkva ifjúsági csapatainál.
2016. február 10-én halt meg, a Danilovszkoje temetőben a szülei mellé temették.

## Sikerei, díjai

### Klubcsapattal
Szpartak Moszkva
- Szovjet bajnok (5): 1952, 1953, 1956, 1958, 1962
- A szovjet bajnokság ezüstérmese (2): 1954, 1955
- A szovjet bajnokság bronzérmese (2): 1957, 1961
- Szovjet kupagyőztes (2): 1950, 1958
- Szovjet kupadöntős (2): 1952, 1957

### A válogatottal
Szovjetunió
- Olimpiai aranyérmes: 1956

### Egyéni
- A szovjet bajnokság gólkirálya: 1954 (11 gól), 1958 (19 gól)